# DJ Phono

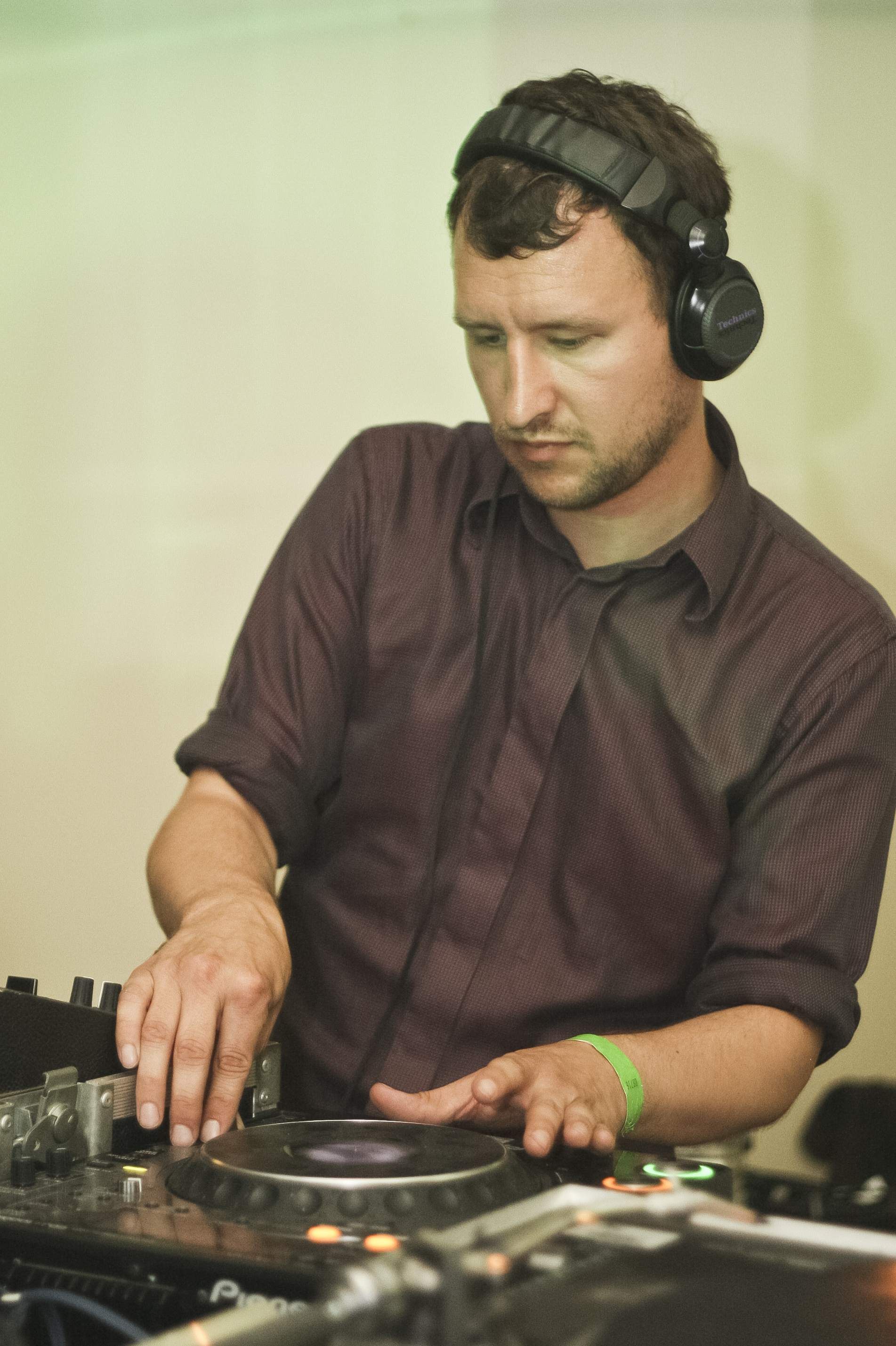
DJ Phono (2010)

DJ Phono (* 1. November 1979 in Rendsburg; eigentlich Henning Besser) ist ein deutscher DJ und Konzeptkünstler. Er war unter anderem Tour-DJ der Hamburger Band Deichkind und ist mittlerweile als künstlerischer Kopf für die Live-Shows der Gruppe verantwortlich. DJ Phono lebt in Hamburg.

## Leben und Wirken
DJ Phono fing im Alter von 15 Jahren als Hip-Hop-DJ an und war unter anderem 1998 Vize-Europameister im Scratchen. Auf diesem Wege lernte er die Band Deichkind kennen, die ihn als Tour-DJ verpflichtete. Mit Anfang 20 zog DJ Phono von Rendsburg nach Hamburg, wo er verstärkt Funk, Soul, French House und Elektro für sich entdeckte und in Clubs spielte.
DJ Phono ist mittlerweile festes Bandmitglied von Deichkind und gestaltet unter dem Pseudonym „La Perla“ Deichkinds Live-Shows. Außerdem war er nebenbei als Produzent von Egoexpress, International Pony, Die Goldenen Zitronen und als Mischer für den Künstler und Musiker Erobique aktiv.
2001 veröffentlichte er mit dem Medizinmann unter dem Namen Phono das elektronische Album Lovetorpedo. Zehn Jahre später erschien dann im Mai 2011 DJ Phonos Maxi-Single There’s Confetti In My Shoe und im Monat darauf sein erstes Solo-Album Welcome To Wherever You’re  Not. Beide Veröffentlichungen wurden von Jimi Siebels produziert und mitkomponiert.

## Diskografie
- 2001: Phono – Lovetorpedo (LP-Doppelalbum, CD, Four Music)
- 2001: Phono – Can’t Slow Down (12"/Maxi-CD, Four Music)
- 2001: Phono – Partyprima (12", Four Music)
- 2005: DJ Phono – Welcome To Your Life (Samplerbeitrag auf Vinyl Pudel Produkte Drei, vom Hamburger Golden Pudel Club veröffentlicht)
- 2006: DJ Phono – Welcome To Your Life (Samplerbeitrag auf LP, CD Operation Pudel, vom Hamburger Golden Pudel Club veröffentlicht)
- 2006: Phono – Fehlersuche (Samplerbeitrag auf CD Audio88 – Fehlerseuche / Dreizehn Neuinterpretationen )
- 2011: DJ Phono – There’s Confetti In My Shoe (12", Diynamic)
- 2011: DJ Phono – Welcome To Wherever You’re Not (CD/LP-Doppelalbum, Diynamic)

## Auszeichnungen
- 2023: Polyton in der Kategorie „Bühne“ (Künstlerische Konzeption Deichkind Live 2022)[3]